# 邵公文
邵公文（1913年—1998年），男，江苏苏州人，中国出版家，曾任中国国际书店总经理，中国出版工作者协会顾问。